# Gustavo Corção
Gustavo Corção Braga (Rio de Janeiro, 17 de dezembro de 1896 – Rio de Janeiro, 6 de julho de 1978) foi um escritor, engenheiro, ensaísta e jornalista brasileiro, autor de diversos livros sobre política e conduta, além de um romance. Considerado uma das grandes personalidades do século XX no Brasil, foi um expoente no pensamento católico e conservador brasileiro.
Escreveu para diversos jornais, como Tribuna da Imprensa, Diário de Notícias e O Estado de S. Paulo. Seu único livro de romance, Lições de abismo, é considerado uma das obras-primas da literatura brasileira, premiado pela UNESCO. Sua obra é influenciada pelo distributismo, a apologia católica do escritor inglês G.K. Chesterton, influência extensamente explicada no seu ensaio Três Alqueires e uma Vaca. Entretanto, uma outra influência sobre o seu pensamento veio do filósofo Jacques Maritain.
Como escritor, Corção foi amplamente admirado e elogiado por muitos nomes como Antonio Olinto, Raquel de Queiroz, Ariano Suassuna, Gilberto Freyre, Nelson Rodrigues e Manuel Bandeira.

## Biografia
Filho de Francisco Braga, um contador e Gracieta Corção, uma costureira. Sua mãe tornou-se viúva com cinco filhos quando Corção ainda era criança e dedicou-se para ter condições de criá-los.
Os primeiros estudos de Corção foram numa escola pública, posteriormente fez o ensino secundário no famoso Colégio Pedro II. Sua inteligência destacava-se em várias áreas, sobressaindo em tudo que fazia. Aos dez anos já lecionava aritmética por dez mil contos de réis. Nos esportes, quando adolescente venceu um concurso de salto e praticava a esgrima. No campo das artes aprendeu piano, violino e pintura. Dedicou-se também ao xadrez e quase venceu o campeonato nacional, chegando a somar quinze vitórias consecutivas, precisou abandonar a competição quando chegou na partida final, porém sua vitória era quase certa.
Formado engenheiro, Corção só obteve notoriedade no campo das ideias aos 48 anos, ao publicar o livro A Descoberta do Outro, narrativa autobiográfica de sua conversão ao catolicismo (influenciado por Alceu Amoroso Lima). Como engenheiro, era um apaixonado pela eletrônica. Foi durante anos professor dessa disciplina na Escola técnica do Exército, atual Instituto Militar de Engenharia. O amor à eletrônica e à música sacra levou-o a ser um estudioso e intérprete de órgão Hammond. Este instrumento musical tornou-se uma de suas paixões, tanto pela engenhosidade de sua construção como por sua sonoridade.
Sua produção literária e seu estilo foram considerados por muitos, como Oswald de Andrade à altura de Machado de Assis, autor que o inspirou a produzir e publicar uma antologia. Em 1965, Manuel Bandeira chegou a propor Corção para o Prêmio Nobel de Literatura.
Sobre Gustavo Corção, Raquel de Queirós afirmou em 1971: “A maioria dos brasileiros conhecem duas faces de Gustavo Corção. Uma, a do escritor exímio, a usar como ninguém a língua portuguesa, o autor que, vivo ainda, graças a Deus, é um indiscutível clássico da literatura nacional. [...] A segunda face é a do anjo combatente, de gládio na mão, a castigar os impostores que vivem a gritar o nome de Deus e da Sua Igreja, não para os louvar, antes para apregoar na feira inocente-útil do ‘progressismo’. Tristão de Athayde, num depoimento sobre a morte do amigo, disse que Gustavo Corção "era o único escritor da literatura moderna, na linha de Machado de Assis. Era um límpido machadiano. Tinha o que se chama de 'senso de humor', à inglesa."
Foi líder no Centro Dom Vital, até o rompimento com Alceu Amoroso Lima em 1963, quando Gustavo Corção fundou, em 29 de setembro de 1968, o movimento e a revista Permanência.
O pensamento de Gustavo Corção caracteriza-se por uma postura política conservadora, inimiga do modernismo católico e favorável ao diálogo com a esquerda da época, representada nas figuras de Alceu Amoroso Lima, Sobral Pinto, e pela defesa do tradicionalismo litúrgico e doutrinário, o que o colocou em posição de antagonismo em relação às autoridades eclesiásticas depois do Concílio Vaticano II; concílio convocado pelo Papa João XXIII e encerrado pelo Papa Paulo VI.
Suas polêmicas com católicos progressistas e com as esquerdas, ocorriam em grandes jornais como O Globo, Rio de Janeiro e O Estado de S. Paulo.
Foi membro da antiga União Democrática Nacional (UDN). 

### Apoio ao golpe de 1964
Corção apoiou o golpe militar de 1964, pois achava que o governo de João Goulart abriria as portas para o comunismo no Brasil, implicando no fim da democracia e das liberdades individuais, incluindo a liberdade de possuir uma fé religiosa. Christiane Jalles de Paula, professora da Universidade Federal de Juiz de Fora e autora de uma tese de doutorado sobre a obra do escritor disse: "Ele defendeu posições cada vez mais duras contra aqueles que considerava comunistas. Suas críticas a Alceu Amoroso Lima, a Sobral Pinto e a Carlos Lacerda o afastaram, inclusive, desses aliados ideológicos na segunda metade da década de 1960 e primeiros anos de 1970".
Ainda de acordo com Christiane Jalles de Paula, Corção continuou defendendo a ditadura como um "mal menor", ainda que demonstrasse preocupações com o caráter possivelmente "revolucionário" do governo Castelo Branco:
"Devo dizer-lhe que não sou grande admirador desse governo. Disse que os militares salvaram o Brasil de uma invasão comunista, mas não disse que daí por diante governaram bem. A mágoa que tenho é contrária a sua: acho que eles foram tímidos e quiseram entrar depressa demais no terreno da legalidade. Os atos institucionais, que os militares tiveram a má ideia de encomendarem aos mais ilustres juristas, na minha opinião, são ruins. Para mim, o governo atual é provisório e como que intermediário. E procuro julgar seus atos mais pelos proveitos revolucionários do que pelo teor de regularidade jurídica. Pensando assim estou convencido de estar desejando o bem máximo para o Brasil." - Disse Corção
Em 1964, Corção acreditava que a intervenção seria temporária, contudo reconsiderou sua posição e, mais tarde, passou a apoiar até mesmo a corrente chamada linha-dura contra a ditadura.

## Obras
- A Descoberta do Outro (1944)
- Três Alqueires e Uma Vaca (1946)
- Lições de Abismo (1950) (Romance)
- As Fronteiras da Técnica (1954)
- Dez Anos (1956)
- Claro Escuro (1958)
- Machado de Assis (1959)
- Patriotismo e Nacionalismo (1960)
- O Desconcerto do Mundo (1965)
- Dois Amores, Duas Cidades (1967)
- A Tempo e Contra-tempo (1969)
- Progresso e Progressismo (1970)
- O Século do Nada (1973)

Obras Póstumas:
- Conversa em Sol Menor (1980)
- As Descontinuidades da Criação (1992)
- Gustavo Corção Tomista (2012)
- Uma Teologia da História (2015)
- A Igreja Católica e a Outra (2018)